# آرتسوانیک
آرتسوانیک (به ارمنی: Արծվանիկ) یک سکونتگاه مسکونی در ارمنستان است که در استان سیونیک واقع شده‌است.  در  کیلومتری جنوب کاپان، مرکز استان سیونیک واقع شده است.

## خصوصیات
آرتسوانیک ۲۰٫۰۲ کیلومترمربع مساحت و ۶۲۵ نفر جمعیت دارد و در ارتفاع  متر بالاتر از سطح دریا قرار گرفته است.

## نگارخانه

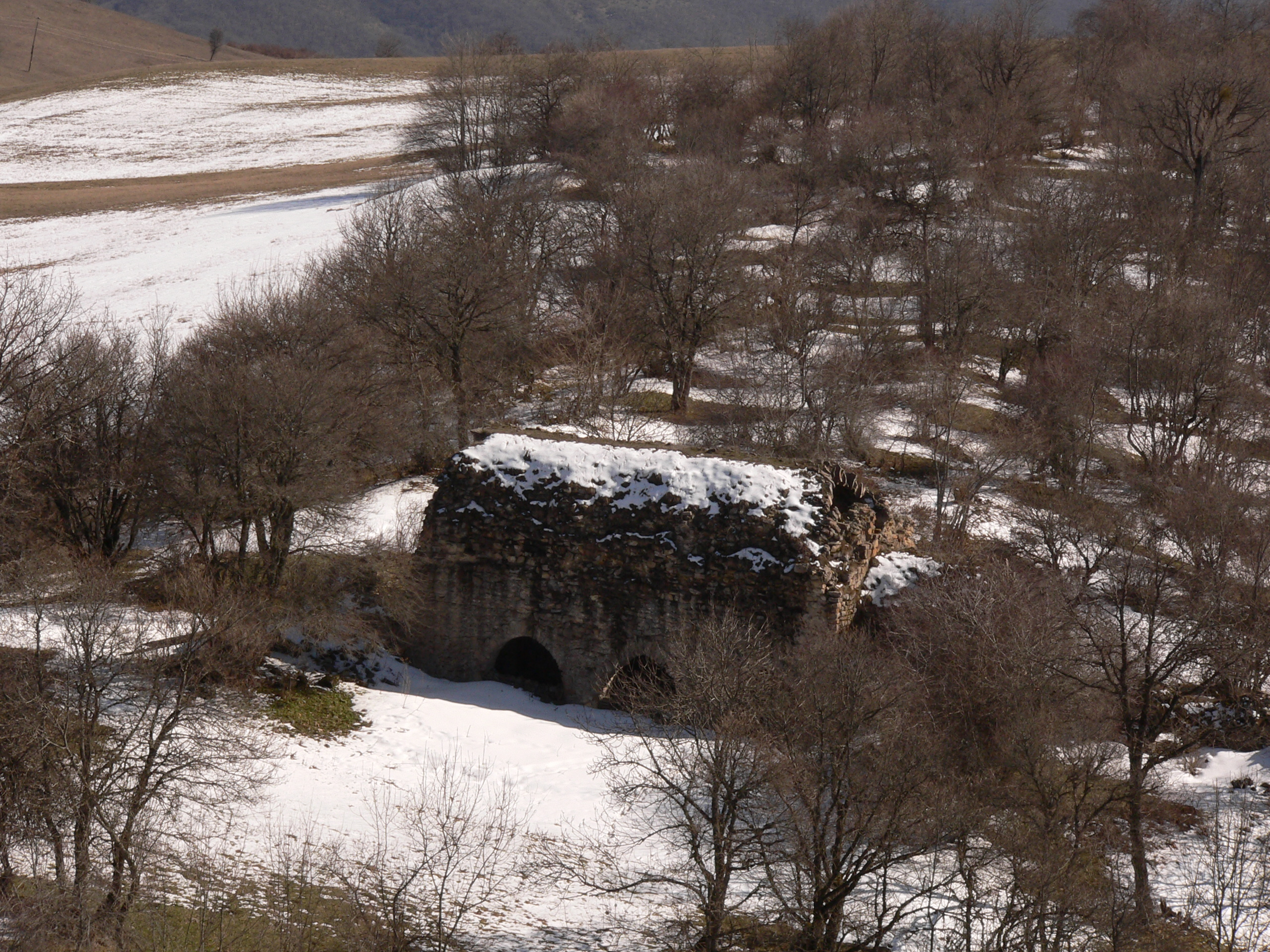